# Dragan Apić
Dragan Apić (Novi Sad, Serbia; 3 de octubre de 1995), es un jugador de baloncesto serbio que juega en el Río Breogán de la Liga Endesa. Con 2,06 metros de altura, ocupa la posición de pívot

## Trayectoria deportiva
En su etapa de formación, el jugador pasó por las categorías inferiores de Estrella Roja, desde donde ascendió en la campaña 2014/15 al filial del club, el KK FMP, club en el que compitió hasta el curso 2017/18, en el que compaginó su actuación con la primera plantilla de la entidad serbia.
En enero de 2019, Apic fue fichado por el Lokomotiv Kuban, conjunto con el que participó en la VTB United League y en Eurocup. El joven pívot firmó un contrato de larga duración, por cuatro temporadas y media, con el club de Krasnodar.
El 6 de enero de 2010 Dragan se incorpora al San Pablo Burgos en calidad de cedido hasta la conclusión de la temporada 2019-20 cedido por el Lokomotiv Kuban, equipo al que llegó en enero de 2019.
En julio de 2020, se enrola en las filas del KK Buducnost de la ABA Liga.
En la temporada 2021-22, firma por el Stelmet Zielona Gora de la Polska Liga Koszykówki.
El 7 de julio de 2022, firma por el Nizhny Novgorod de la VTB United League.
El 24 de enero de 2024, firma por el Le Mans Sarthe Basket de la LNB Pro A.
El 10 de junio de 2024 se anuncia su fichaje por el Río Breogán de la Liga Endesa.